# Carina Wiese

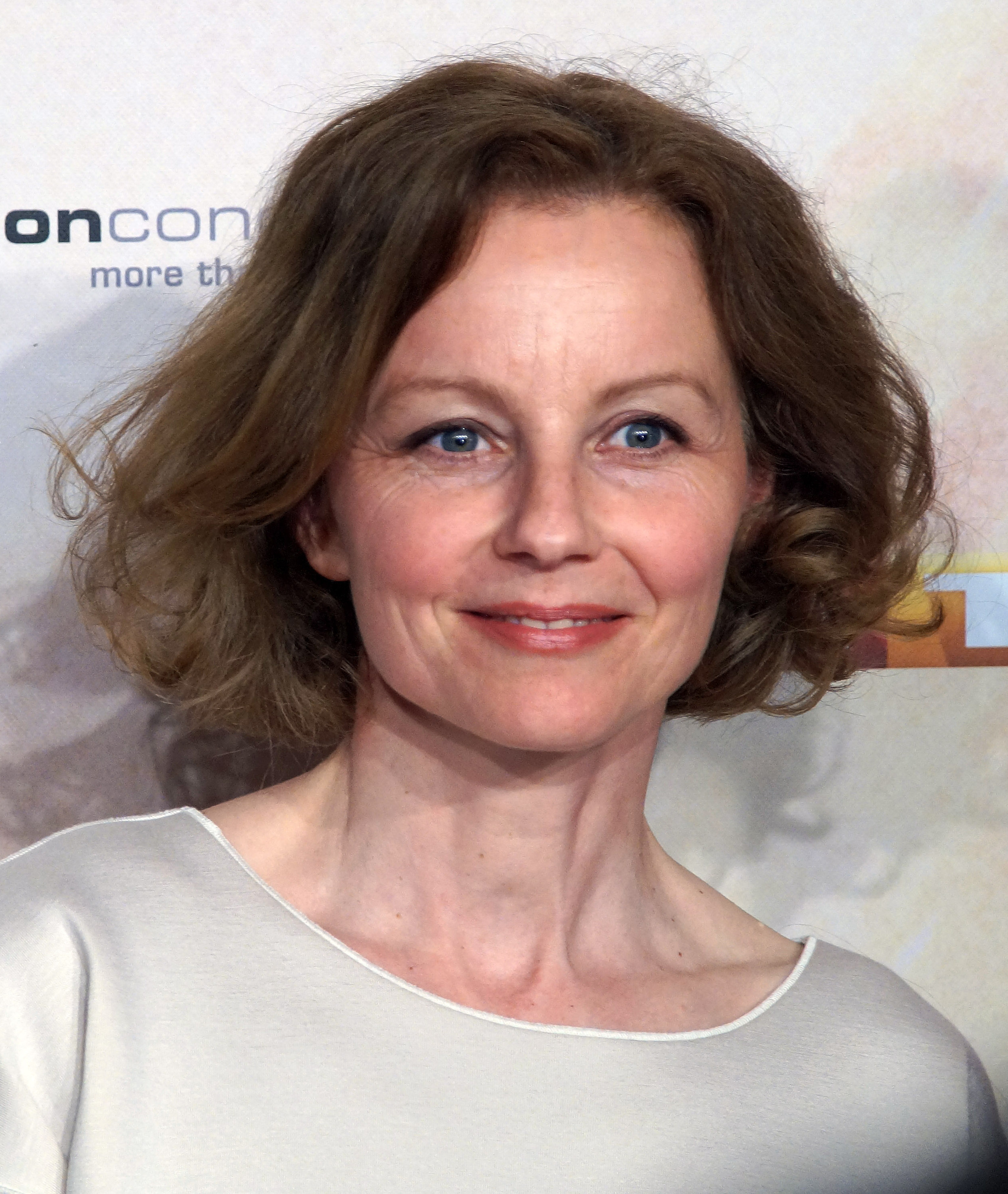
Carina Wiese (2016)

Carina Nicolette Wiese (* 26. Februar 1968 in Dresden) ist eine deutsche Schauspielerin.

## Leben

### Herkunft und Ausbildung
Carina Wiese besuchte die 59. Polytechnische Oberschule „Max Zimmering“ im Dresdener Stadtteil Weißer Hirsch. Als Kind stand sie im Jugendtheater in Pirna auf der Bühne. In Görlitz durchlief sie eine Ausbildung zur Kleidungsfacharbeiterin mit Abitur und absolvierte ein Abendstudium der Malerei/Grafik an der Kunstakademie in Dresden, da sie ursprünglich Kostümbildnerin werden wollte.
Ab 1988 studierte sie Schauspiel an der Theaterhochschule „Hans Otto“ in Leipzig. Das Studium schloss sie 1991 ab, da sie ein Engagement am Schauspielhaus Leipzig erhielt.

### Karriere
2006 spielte sie unter der Regie von Gregor Schnitzler in der mit dem Bayerischen Filmpreis ausgezeichneten Verfilmung des gleichnamigen Romans Die Wolke von Gudrun Pausewang die Rolle der Mutter. In der Kinoproduktion KussKuss von Sören Senn verkörperte sie in der Hauptrolle die junge Assistenzärztin Katja. 2008 spielte sie in Alle anderen (Regie Maren Ade) neben Birgit Minichmayr und Lars Eidinger, 2009 in Phantomschmerz mit Til Schweiger. In dem Ehedrama Satte Farben vor Schwarz (Regie Sophie Heldman) mit Senta Berger und Bruno Ganz übernahm sie 2010 die Rolle der Tochter.
2011 sah man sie neben Sebastian Schipper, Sophie Rois und Devid Striesow in Drei (ausgezeichnet mit dem Deutschen Filmpreis) unter der Regie von Tom Tykwer. 2014 stand sie in der internationalen Kinoproduktion Die Bücherdiebin (Regie Brian Percival) neben Emily Watson und Geoffrey Rush vor der Kamera. In Lars Kraumes Drama Das schweigende Klassenzimmer, basierend auf dem gleichnamigen Roman nach einer wahren Geschichte von Dietrich Garstka, spielte sie mit Leonard Scheicher und Ronald Zehrfeld die Familie Lemke.
Im Fernsehen war Wiese unter anderem in Alarm für Cobra 11 – Die Autobahnpolizei als Andrea Gerkhan geb. Schäfer zu sehen. Bis zur 144. Folge im Mai 2006 spielte sie darin die Dienststellensekretärin sowie die Freundin und spätere Ehefrau von Kriminalhauptkommissar Semir Gerkhan (Erdoğan Atalay). Danach war sie vorübergehend nicht mehr dabei, ihre Rolle als Sekretärin übernahm zunächst Martina Hill und anschließend Daniela Wutte. Ab der 158. Folge im März 2007 war sie ab und zu als Gast – in der Rolle der Ehefrau und nicht mehr als Sekretärin – zu sehen. Ihr vorerst letzter Auftritt fand in der 355. Folge im September 2019 statt.
2014 übernahm sie eine durchgehende Rolle in der Emmy-prämierten Serie Deutschland 83 sowie 2017 in der zweiten (Deutschland 86) und 2020 der dritten Staffel (Deutschland 89). In der Netflix-Serie Dark sah man sie als die ältere Franziska Doppler. In der deutschen Disney+-Serie Sam – Ein Sachse, basierend auf der Geschichte von Samuel Meffire, gespielt von Malick Bauer, verkörpert sie die Mutter Regine Meffire.
Für die Rolle der Steffi in der MDR-Kultur-Radio-Soap Die Entgiftung des Mannes von Holger Böhme im Jahr 2019 erhielt Wiese 2020 den Deutschen Hörspielpreis der ARD für die beste schauspielerische Leistung.

### Weitere Tätigkeiten und Privates
Von 2005 bis 2007 absolvierte Wiese eine Ausbildung zur Astrologin. Von 2006 bis 2016 unterrichtete sie an der privaten Schauspielschule Art of Acting Berlin, bis diese ihren Betrieb einstellte, und von 2011 bis 2013 an der Hochschule für Musik und Theater Leipzig mit Fokus auf „Arbeit vor der Kamera“. Wiese ist Mitglied der Deutschen Filmakademie. 
Wiese lebt in Berlin und ist Mutter eines Sohnes.

## Filmografie (Auswahl)
- 1992: Hier und Jetzt (Fernsehserie, Folge Brüderchen und Schwesterchen, Rolle: Mutter)
- 1997–2019: Alarm für Cobra 11 – Die Autobahnpolizei (Fernsehserie, 200 Folgen)
- 1998: Der Clown (Fernsehserie, Folge In der Zange)
- 2001–2003: Der Ermittler (Fernsehserie, 13 Folgen)
- 2003–2005: Alarm für Cobra 11 – Einsatz für Team 2 (Fernsehserie, 10 Folgen)
- 2005: KussKuss – Dein Glück gehört mir
- 2006: Die Wolke
- 2006–2023: SOKO Wismar (Fernsehserie, 4 Folgen)
- 2007: Die Rosenheim-Cops (Fernsehserie, Folge Fit in den Tod)
- 2008–2023: SOKO Leipzig (Fernsehserie, 11 Folgen)
- 2009: Effi Briest
- 2009: Phantomschmerz
- 2009: Alle anderen
- 2009–2020: Der Kriminalist (Fernsehserie, 3 Folgen)
- 2010: Drei
- 2010: Satte Farben vor Schwarz
- 2012: Letzte Spur Berlin (Fernsehserie, Folge Erlebensfall)
- 2012: Wir wollten aufs Meer
- 2012: Tatort: Todesschütze (Fernsehreihe)
- 2012: Der Turm (Fernsehzweiteiler)
- 2013: Notruf Hafenkante (Fernsehserie, Folge Riskante Entscheidung)
- 2013: Die Bücherdiebin (The Book Thief)
- 2014, 2020: SOKO Köln (Fernsehserie, 2 Folgen)
- 2015–2020: Deutschland (Fernsehserie) → siehe Ingrid Rauch
- 2015: Tatort: Kälter als der Tod
- 2016: Ein Fall von Liebe (Fernsehserie, Folge Das Geständnis)
- 2016: Zwei Leben. Eine Hoffnung.
- 2017: Marie Brand und das ewige Wettrennen (Fernsehreihe)
- 2017: Dengler: Die schützende Hand (Fernsehreihe)
- 2018: Das schweigende Klassenzimmer
- 2018: Polizeiruf 110: Der Fall Sikorska (Fernsehreihe)
- 2019–2020: Dark (Fernsehserie, 7 Folgen)
- 2020: In aller Freundschaft (Fernsehserie, 1 Folge)
- 2020: Die verlorene Tochter (Fernsehserie, 3 Folgen)
- 2020: Tatort: Die Ferien des Monsieur Murot
- 2020: Tatort: Das perfekte Verbrechen
- 2020: jerks. (Fernsehserie, Folge Gentleman's Stitch)
- 2021: Der Bergdoktor (Fernsehserie, Winterspecial: Bauernopfer)
- 2021: Joachim Vernau: Requiem für einen Freund (Fernsehreihe)
- 2021: Spreewaldkrimi: Totentanz (Fernsehreihe)
- 2021: SOKO Potsdam (Fernsehserie, Folge Küsse in St. Tropez)
- 2022: Schneller als die Angst (Fernsehserie, 6 Folgen)
- 2022: SOKO Stuttgart (Fernsehserie, Folge Vater gesucht)
- 2022: Theresa Wolff – Waidwund (Fernsehfilmreihe)
- 2023: Sam – Ein Sachse (Fernsehserie, 3 Folgen, Disney+)
- 2023: Doktor Ballouz (Fernsehserie, 2 Folgen)
- seit 2023: WaPo Elbe (Fernsehserie)
- 2025: Ein starkes Team – Fast perfekte Morde (Fernsehfilmreihe)

## Hörspiele (Auswahl)
- 1991: Der kleine Prinz (MDR)
- 1991: Die Geschichte eines kleinen Kuckucks (Sachsenradio)
- 1991: Die Löffel (MDR)
- 1991: Drei Klopse (MDR)
- 1991: Deine Schwester, meine Frau (20 Folgen)
- 1991: Der schwarze Ritter (MDR)
- 2017: Lutherland (MDR Kultur)
- 2017: Manitu (MDR Kultur)
- 2018: Karl Marx statt Chemnitz (MDR Kultur)
- 2019: Die Entgiftung des Mannes (MDR Kultur)
- 2020: Gefundenes Fressen (MDR Kultur)
- 2021: Die verkehrte Frau (MDR Kultur)